# CHD7
CHD7 (от англ. Chromodomain-Helicase-DNA-binding protein 7) известный также как АТФ-зависимая хеликаза CHD7 — фермент, который у человека кодируется геном  CHD7.
CHD7 является АТФ-зависимым ремодельером хроматина, гомолог белков дрозофилы, относимых к белкам группы Trithorax Kismet. Мутации в CHD7 связаны с синдромом CHARGE.

## Модельные организмы
| Характеристики               | Фенотип      |
| ---------------------------- | ------------ |
| Жизнеспособность гомозитов   | Ненормальный |
| Recessive lethal study       | ненормальный |
| Плодовитость                 | Норма        |
| Вес тела                     | Норма        |
| Тревога                      | Норма        |
| Неврологическое обследование | Ненормальный |
| Сила хватания                | Норма        |
| Горячая тарелка              | Норма        |
| Тератология                  | Норма        |
| Indirect calorimetry         | Норма        |
| Глюкозотолерантный тест      | Норма        |
| Слух                         | Норма        |
| DEXA                         | Норма        |
| Рентгенография               | Норма        |
| Температура тела             | Норма        |
| Морфология глаза             | Ненормальный |
| Клиническая химия            | Норма        |
| Гематология                  | Норма        |
| Лимфоциты периферийной крови | Норма        |
| Тест микроядер               | Норма        |
| Масса сердца                 | Норма        |
| Гистопатология мозга         | Ненормальный |
| Гистопатология глаз          | Норма        |
| Сальмонелла                  | Норма        |
| Инфицирование Citrobacter    | Норма        |
| Все тесты и анализы из       |              |

Модельные организмы были использованы при исследовании функций CHD7. Условная линия нокаутных мышей под названием Chd7tm2a(EUCOMM)Wtsi была создана в рамках международной программы консорциума Нокаутная мышь — проект интенсивного мутагенеза  для создания и распространения животных моделей различных заболеваний, с целью заинтересовать учёных.
Мужские и женские особи прошли стандартное фенотипическое обследование, чтобы определить фенотип мутации. Было проведено двадцать четыре испытания, проведенные на мутантных мышах и в пяти случаях были замечены значительные нарушения. Гомозиготных мутантов не выявлено в эмбрионах во время беременности, то есть в гомозиготном состоянии мутация оказалась летальной. Остальные тесты были проведены на гетерозиготных взрослых мышах. Мужские гетерозиготы характеризуются ненормальной высотой таза в модифицированном тесте SHIRPA и имеют высокий сосочек Бергмейстера в обоих глазах. Когда был изучен мозг гетерозиготных животных, обнаружилось отсутствие мозолистого тела.